# Pretty. Odd.
Pretty. Odd. (с англ. — «Красивый. Странный.») — второй студийный альбом группы Panic at the Disco, выпущенный 25 марта 2008 года в США, звукозаписывающей компанией Fueled by Ramen. 30 марта, альбом занял 2-е место в Британском чарте альбомов. Однако, быстро выбыл из чарта, проведя только шесть недель в Топ-100 в Великобритании. Альбом дебютировал под #1 в Австралии, а также добрался до второго место в США, продав 145 000 копий на первой же неделе. Диск был продан в более чем 800 000 копий по всему миру и провел 18 недель в чарте Billboard 200.

## Предыстория
Группа, только что добившаяся большого успеха со своим дебютным альбомом A Fever You Can't Sweat Out, сделала перерыв после безостановочных гастролей и начала формулировать идеи для своей следующей пластинки зимой 2006 года. После короткого периода разработки идей альбома группа прибыла в коттедж в сельских горах Маунт Чарльстон, штат Невада, в марте 2007 года, чтобы начать процесс написания нового альбома. В то время группа назначила предварительную дату релиза на осень и ещё не определилась с продюсером. К апрелю месяцу, группа закончила четыре песни и планировала покинуть коттедж, чтобы отправиться в Лос-Анджелес для продолжения работы над тем, что Росс назвал «современной сказкой с романтическим уклоном». Незадолго до отъезда из этого района басист Джон Уокер отметил, что альбом будет похож на концептуальный альбом и что вся группа будет участвовать в написании (весь предыдущий материал был написан гитаристом Райаном Россом). Песня «Nearly Witches (Ever Since We Met…)» также была написана для этого альбома; однако она была отклонена для включения в альбом для Pretty. Odd., из-за того, что не вписывается в концепцию альбома. Позже Ури и Смит закончили песню для следующего студийного альбома группы Vices & Virtues.
Когда группа начала возвращаться в Лос-Анджелес в июне 2007 года, они приступили к трекингу альбома, и на тот момент было написано восемь новых песен. Записав новые песни и исполнив их вживую в течение лета, группа вернулась в свой родной Лас-Вегас, а также в свою старую репетиционную студию, где они написали свой дебютный альбом. За это время группа выбрала продюсера Роба Мэтса для работы над альбомом, который ранее работал с ними над кавер-версией песни «This Is Halloween» из Кошмара перед Рождеством (1993 г.). Группа перестала интересоваться ранее написанными песнями и к августу списала весь новый альбом (который, как позже показал Росс, был «на три четверти» готов) и начали всё сначала. «Мы хотели подойти к этим песням в самой простой форме», — сказал Росс. «Мы написали их все на одной акустической гитаре и под чьё-то пение. Я думаю, что мы как бы пропустили эту часть написания песен на первой записи, и на этот раз мы как бы обращаем на это внимание. […] Мы написали кучу песен с тех пор, как вернулись домой в Лас-Вегас. Я думаю, что это самое весёлое и счастливое, что у нас было с тех пор, как мы начали». С простотой нового фокуса и старого альбома, отложенного на полку, группа осела и начала записывать то, что станет в итоге альбомом Pretty. Odd..

## Запись и производство

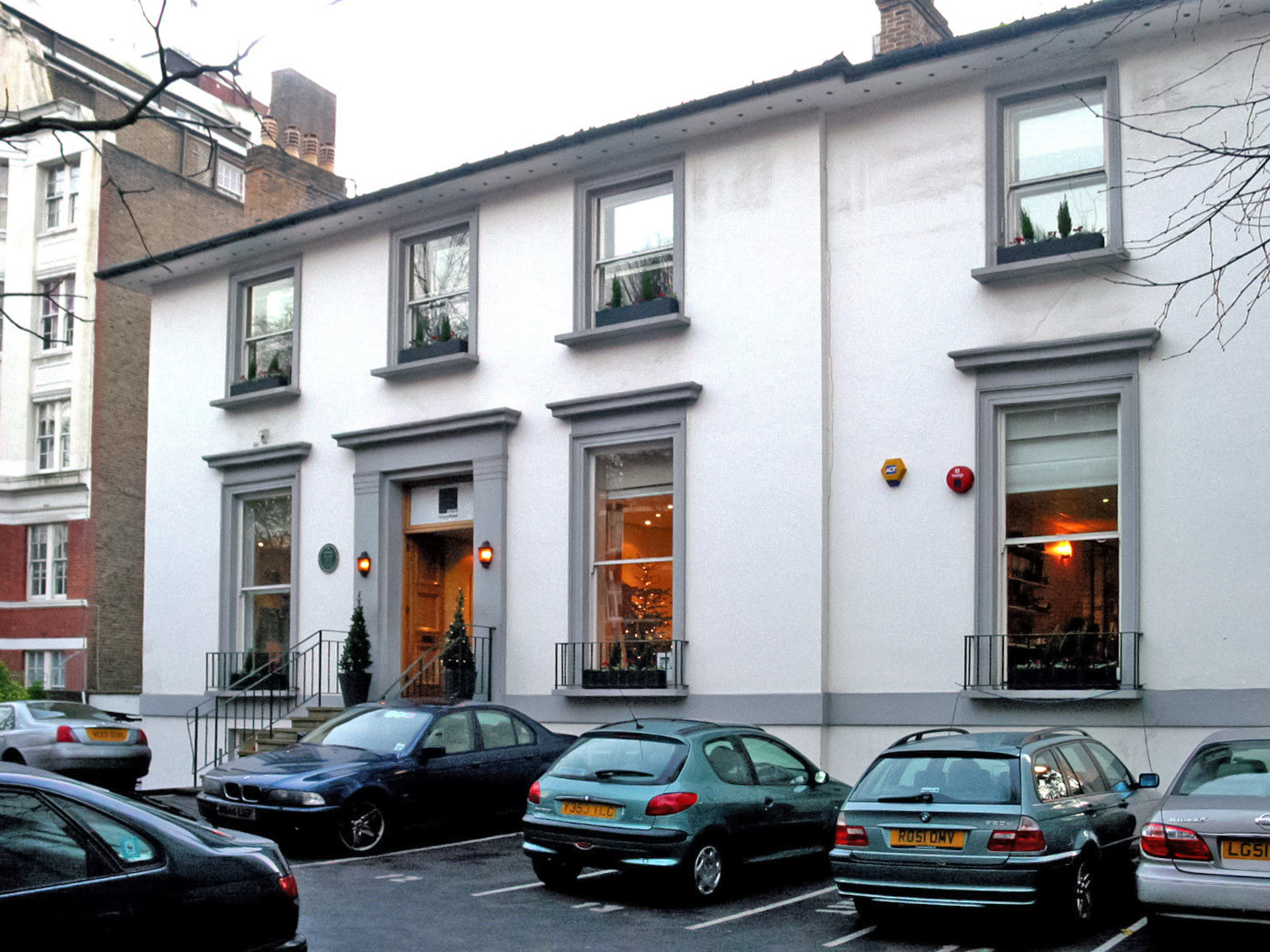
студия Эбби-Роуд, в которой проводилось сведение и окончательное производство альбома Pretty. Odd.

Группа продолжила писать материал для своего следующего релиза в сентябре 2007 года. По словам Росса, за один месяц группа завершила написание «шести или семи песен», которые содержали гораздо более позитивный взгляд на них. В октябре группа вошла в студию на Palms Casino Resort в Лас-Вегасе, чтобы начать запись альбома. Росс стал основным представителем группы, отметив в интервью MTV, что группа «работала в обратном направлении» для релиза, убирая своё звучание и переходя к подходу более ориентированный на классический рок. С Pretty. Odd. группа не была озабочена тем, чтобы поддаться давлению, связанному с успехом их дебюта, вместо этого она писала и записывала песни, которые делали их счастливыми.
Первая песня, написанная для альбома, на самом деле была отложением от списанной пластинки «Nine in the Afternoon». «Мы хотели, чтобы у нас была песня, которую люди могли бы просто прослушать в первый раз. …Это была одна из тех спонтанных песен, которые сложились за пару часов. Это просто забавная песня; на самом деле её не следует воспринимать всерьёз», — сказал Росс о песне. Песня вдохновила группу на написание более счастливых треков, и с этого момента группа взяла себя в руки, написав восемь новых песен чуть более чем за шесть недель, а затем написав ещё пару, устроившись в The Palms. К концу года группа была на пути к завершению работы над альбомом. Альбом скомпоновался быстро, и каждая написанная песня попала в кадр, а «Mad as Rabbits» стала последней записью.
В январе 2008 года группа завершила запись в своей домашней студии в течение одной недели и направилась в студию Эбби-Роуд в Лондоне, чтобы записать струнные и духовые, которые группа расценила как «поистине сбывшуюся мечту для нас». Находясь там, группа также сводила альбом с Питером Коббином. Мэтс участвовал в инструментовке альбома, исполняя игру на клавишных, акустическом фортепиано и мандолине. Мэтс аранжировал и дирижировал оркестром на Эбби-Роуд для всех песен, кроме «Nine in the Afternoon». Электропианино Вурлитцера можно услышать в песне «Mad as Rabbits», на которой играет Рик Роник.

## Музыка
Звучание альбома было описано группой как «более органичное и мягкое», чем A Fever You Can't Sweat Out, а также непреднамеренно и случайно похожее на музыку The Beatles, как в написании песен, так и в области размаха. «Нам всем это всё нравится, от Rubber Soul до White Album и всего такого, но даже раньше мы увлекались этим театральным элементом вещей. Мы не хотели поступать как на альбоме Sgt. Pepper’s», — объяснил Росс. По словам Росса и Уокера, у группы никогда не было намерения создавать музыку, подобную The Beach Boys и The Beatles. «Это было похоже на то, что до того, как мы писали эти песни, мы писали вещи, которые были почти полностью срежиссированы — и это как бы перешло в этот материал», — продолжил Росс. «И я действительно думаю, что в половине этой записи есть что-то вроде „фантастического инструментария“, но мы просто пытались соответствовать настроению каждой песни. И в некоторых случаях мы просто думали: „У нас должно быть это“». Разница в возрасте не оказала негативного влияния на группу, вместо этого, по словам вокалиста Брендона Ури, вдохновила их взглянуть на это с более зрелой точки зрения.
Хотя на Pretty. Odd. не было «чёткой концепции», группа знала, что они «хотели писать песни по-другому в том смысле, чтобы не все песни звучали одинаково или были частью одного жанра, вы знаете, просто делали что-то другое. С этой записью мы также прослушали кучу разных вещей, так что это помогло расширить наш музыкальный вкус». Благодаря новому сотрудничеству с продюсером Робом Мэтсом роли в группе стали размытыми. Хотя большинство песен на пластинке приписываются Райану Россу, вся группа участвовала в записи каждого трека, причём Ури сам написал две песни, а Уокер и Смит добавили дополнительные тексты к нескольким другим. В The Washington Post положительно оценили новый звук группы: «Всё новое, если не старое, от инструментов присущие стилю барокко (использование флюгельгорна), написания песен (менее многословных, более глупых) и вокальных фраз (упрощённых) до последовательности аккордов в стиле Beatles, мелодий, хуков и сложенных вокальных гармоний, которые также в незначительном долгу перед Брайаном Уилсоном». Тексты песен смешивают разрушенные романсы и нео-психоделические афоризмы.
Песня «Nine in the Afternoon» получила положительные отзывы, и критики отметили изменение направления по сравнению с дебютом группы и альбомом Pretty. Odd.. Джеймс Монтгомери из MTV счел песню похожей на альбом Music from Big Pink группы The Band и назвал финальный сингл «Northern Downpour», напоминающий на «ауттэйки Эбби-Роуд». «When the Day Met the Night», восьмой трек альбома, был высоко оценён музыкальными изданиями. В журнале Spin рассматривали её как центральную часть записи, называя её «саншайн-поп пением, которое так ослепительно ярко» и резко контрастирует с «неловкой» A Fever You Can’t Sweat Out. На Gigwise назвали песню «треком, который все захотят увидеть, как группа играет её вживую», и отметили, что её «медная подложка и великолепное крещендо на основе струн — это музыка Beach Boys эпохи Pet Sounds». National Public Radio прокомментировало звучание Pretty. Odd. как «эксперимент с психоделической поп-музыкой, водевилем и необычными инструментами».

## Продвижение
Вся маркетинговая кампания для Pretty.Odd. была основана исключительно на массовом и вирусном маркетинге. По словам барабанщика Спенсера Смита, первоначальное намерение группы при записи альбома состояло в том, чтобы выпустить сингл к Рождеству 2007 года, а альбом — к февралю месяцу. Группа впервые начала продвижение альбома в ноябре 2007 года, с фрагментом песни «Nine in the Afternoon», которую можно услышать в 9 эпизоде второго сезона Heroes. 12 декабря 2007 года группа опубликовала загадочный бюллетень на MySpace, содержащий ссылку на их веб-сайт и сообщение, в котором таинственно говорится: «And so it begins …». Ссылка вела на официальный сайт группы, где головоломка показала то, с чем большинство, казалось бы, согласилось: «You Don’t Have to Worry». По словам менеджера Боба Маклинна, вдохновлённая идеей, когда группа напилась во время записи, вирусная маркетинговая кампания стала первым ключом к тому, что откроет ещё несколько подсказок в течение следующих недель, включая название альбома, обложку и первый сингл.
«Nine in the Afternoon» был показан как первый сингл с альбома Pretty.Odd. через вышеупомянутую головоломку 14 декабря 2007 года. Оригинальное сообщение оказалось отказом от ответственности в первом треке альбома «We're So Starving», который дебютировал в грубом миксе на MySpace группы 2 января 2008 года. Демо набрало 45 000 прослушиваний к концу дня, прежде чем было удалено. Название альбома Pretty.Odd., на что намекали во время съёмок музыкального видеоклипа на песню «Nine in the Afternoon» 22 декабря, где каждый участник группы носил пояс с названием. Название было раскрыто пресс-секретарем Atlantic Records 9 января 2008 года. В ту же дату группа представила новый логотип и убрала восклицательный знак из своего названия, фактически превратившись в Panic at the Disco, которая вскоре вызвала возмущение среди фанатов группы. В апреле 2008 года группа выпустила короткометражный фильм для продвижения альбома под названием Panic at the Disco in: American Valley.

## Художественное оформление и название
Название альбома Pretty. Odd. было задуман случайным образом во время записи, и название по итогу закрепилось. «Это случилось лишь однажды ночью. Мы работали над новой песней, и мы даже не говорили о названиях альбомов, но это было просто то, что я записал, и я рассказал об этом ребятам», — объяснил Росс. «Типа, Pretty. Odd. А потом им всем это понравилось, и это было пару месяцев назад, так что с тех пор мы просто хранили его». Смит добавил, что группа подумала, что это звучит «веселее» с пунктуацией, присутствующей в названии. Между тем, отсутствие знаков препинания в названии группы возмутило фанатов и вызвало странное количество давления. Джеральдин Вудс сравнила пунктуацию с e.e.cummings и сравнила её с формой «восстания творческих людей».

«Похоже, что Panic! вложила некоторые мысли в изменения… это не просто изменения ради изменений. Pretty. Odd. работает, потому что он вызывает в воображении образы чего-то одновременно красивого и странного, что интересно, и это грамматически интересно, потому что без точки слово „Pretty.“ изменило бы слово „Odd.“. Поэтому оно приобретает совершенно другой контекст.»— Джеральдин Вудс, автор книги "Пунктуация Нового мира Вебстера: Упрощенная и прикладная"
Всё художественное оформление для Pretty. Odd. сделал Алекс Киржнер, вдохновлённый членами группы Panic at the Disco. Буклеты, которые включают тексты к каждой песне, были проиллюстрированы графическим дизайнером Конни Макитой, а большинство остальных иллюстраций были разработаны Киржнером с дизайнером Танапаном «Банг» Пуангпакди. Обложка альбома была опубликована на официальном сайте группы 23 января 2008 года. Обложка альбома состоит из нарисованных цветов и бабочек, что Слант расценил как дань уважения группе Beach Boys. Виниловая упаковка делюкс-издания была номинирована на премию «Грэмми» 2009 года за «лучшую коробочную или специальную лимитированную упаковку», но проиграла группе Radiohead с альбомом In Rainbows (2007 г.).

## Список композиций
1. «We’re So Starving» — 1:21
2. «Nine in the Afternoon» — 3:11
3. «She’s a Handsome Woman» — 3:12
4. «Do You Know What I’m Seeing?» — 4:14
5. «That Green Gentleman (Things Have Changed)» — 3:15
6. «I Have Friends in Holy Spaces» — 1:56
7. «Northern Downpour» — 4:07
8. «When the Day Met the Night» — 4:53
9. «Pas de Cheval» — 2:39
10. «The Piano Knows Something I Don’t Know» — 3:43
11. «Behind the Sea» — 3:33
12. «Folkin' Around» — 1:55
13. «She Had the World» — 3:47
14. «From a Mountain in the Middle of the Cabins» — 3:02
15. «Mad as Rabbits» — 3:48

Bonus tracks
1. «Nine in the Afternoon» (radio mix) — 3:13 (iTunes bonus track)
2. «Behind the Sea» (alternate version) — 2:24 (Deluxe iTunes Version bonus track)
3. «Do You Know What I’m Seeing?» (alternate version) — 3:55 (iTunes Pre-order/Japanese import bonus track)

- Более расширенная версия iTunes альбома Pretty. Odd. также включает видео «Nine in the Afternoon» и «Mad as Rabbits»
- Японская лицензия альбома также включает видео «Nine in the Afternoon»
- В Мексике, магазин «Mixup» рецензировал CD, которое включало альтернативные версии песен Behind the Sea" и «Do You Know What I’m Seeing?», и другие песни групп Simple Plan и Paramore. Этот CD-диск совершенно бесплатно могли получить те, кто купил диск с альбомом Simple Plan Simple Plan, Paramore Riot! или Panic at the Disco Pretty. Odd. Такая акция больше недоступна.

## История выпуска
| Регион         | Дата          |
| -------------- | ------------- |
| Netherlands    | 21 марта 2008 |
| Brunei         | 22 марта 2008 |
| Ireland        | 23 марта 2008 |
| United Kingdom | 24 марта 2008 |
| New Zealand    | 24 марта 2008 |
| Canada         | 25 марта 2008 |
| United States  | 25 марта 2008 |
| Argentina      | 28 марта 2008 |
| Australia      | 29 марта 2008 |
| Japan          | 9 апреля 2008 |

## Чарты
| Чарт (2008)              | Окончательная позиция |
| ------------------------ | --------------------- |
| ARIA Albums Chart        | 1                     |
| Japan Albums Chart       | 18                    |
| New Zealand Albums Chart | 5                     |
| Swedish Albums Chart     | 35                    |
| UK Albums Chart          | 2                     |
| U.S. Billboard 200       | 2                     |